# Listrognathus annulipes
Listrognathus annulipes är en stekelart som först beskrevs av Cameron 1904.  Listrognathus annulipes ingår i släktet Listrognathus och familjen brokparasitsteklar. Inga underarter finns listade i Catalogue of Life.